# Елховка (Хвалынский район)
Елховка — село в Хвалынском районе Саратовской области, в составе сельского поселения Сосново-Мазинское муниципальное образование.
Население - 192 (2010)

## История
В Списке населённых мест Российской империи по сведениям за 1859 год упоминается как казённая деревня Елховый Гай Хвалынского уезда Саратовской губернии, расположенное при реке Мазе по правую сторону тракта из города Хвалынска в квартиру второго стана на расстоянии 15 вёрст от уездного города. В населённом пункте имелось 43 двора, проживали 163 мужчины и 173 женщины. Согласно переписи 1897 года в деревне Елховый Гай (она же Елховка) проживали 548 жителей, из них старообрядцев (беспоповцы) - 525.
Согласно Списку населённых мест Саратовской губернии 1914 года Елховка относилась к Сосново-Мазинской волости. По сведениям за 1911 год в Елховке насчитывалось 118 дворов, проживали 332 мужчины и 370 женщин. В деревне проживали преимущественно бывшие государственные крестьяне, великороссы, составлявшие одно сельское общество. В деревне имелась земская школа.

## Физико-географическая характеристика
Село находится в пределах Приволжской возвышенности, являющейся частью Восточно-Европейской равнины, по правую сторону реки Мазка. Рельеф местности - сильно-пересечённый. Абсолютные высоты в границах села - от 100 до 120 метров над уровнем моря. Примерно в 4 км восточнее села - лес Долгий Гребень. Почвы - чернозёмы остаточно-карбонатные.
Село расположено примерно в 21 км по прямой в западном направлении от районного центра города Хвалынска. По автомобильным дорогам расстояние до районного центра составляет 27 км, до областного центра города Саратов - 250 км.
Часовой пояс
Елховка, как и вся Саратовская область, находится в часовой зоне МСК+1. Смещение применяемого времени относительно UTC составляет +4:00.

## Население
Динамика численности населения по годам:
| Годы      | 1859 | 1897 | 1911 | 2002 |
| --------- | ---- | ---- | ---- | ---- |
| Население | 326  | 548  | 702  | 280  |

| 2002 | 2010 |
| ---- | ---- |
| 280  | ↘192 |

Национальный состав
Согласно результатам переписи 2002 года чуваши составляли 55 % населения села, армяне 7%, остальные русские
.